# Örsås socken
Örsås socken i Västergötland ingick i Kinds härad, ingår sedan 1971 i Svenljunga kommun och motsvarar från 2016 Örsås distrikt.
Socknens areal är 93,87 kvadratkilometer varav 90,05 land. År 2000 fanns här 394 invånare.  En del av Uddebo samt kyrkbyn Örsås med sockenkyrkan Örsås kyrka ligger i socknen. 

## Administrativ historik
Socknen har medeltida ursprung. 
Vid kommunreformen 1862 övergick socknens ansvar för de kyrkliga frågorna till Örsås församling och för de borgerliga frågorna bildades Örsås landskommun. Landskommunen uppgick 1952 i Axelfors landskommun som 1971 uppgick i Svenljunga kommun. Församlingen uppgick 2006 i Svenljungabygdens församling.
1 januari 2016 inrättades distriktet Örsås, med samma omfattning som församlingen hade 1999/2000.  
Socknen har tillhört län, fögderier, tingslag och domsagor enligt vad som beskrivs i artikeln Kinds härad. De indelta soldaterna tillhörde Älvsborgs regemente, Södra Kinds kompani.

## Geografi
Örsås socken ligger sydost om Borås kring Ätran och Assman. Socknen har odlingsbygd i ådalarna och är i övrigt en myrrik skogsbygd.
Kyrkbyn Örsås ligger invid Örsåssjön, belägen cirka 1 kilometer öster om länsväg 154, vilken tangerar socknens allra nordvästligaste del. Cirka 1 kilometer öster om kyrkan ligger, vid Assman, byn Assmebro. 
I sydost ligger Björlida gård samt sjöarna Enhangen (167 meter över havet) samt Yttre Älvsjön. 
I öster, på gränsen mot Tranemo socken ligger sjöarna Visen (182 meter över havet) samt Opperhalen (182 meter över havet). Strax väster om dessa sjöar ligger gårdarna Ebbagärde och Hålegärde.

## Fornlämningar
Boplatser och en hällkista från stenåldern är funnen. Från bronsåldern finns gravrösen. Från järnåldern finns ett gravfält och domarringar.
I socknen finns mycket fossil åkermark i form av röjningsröseområden. Vid Röstorp finns en koncentration av röjningsrösen och där har lämningar av boplatser hittats. Flera av dem är enligt C14-dateringjämngamla och användes vid tiden kring Kristi födelse. 
I hela häradet förekom järnframställning under medeltiden, så även i Örsås där omkring tjugo platsen för framställning hittats.

## Namnet
Namnet skrevs 1414 Ørsaas och kommer från kyrkbyn. Förleden är ör, 'grus(bank)'. Efterleden ås syftar på kyrkans läge på en höjd.